# The Purple Vigilantes
The Purple Vigilantes è un film del 1938 diretto da George Sherman.
È un film western statunitense con Robert Livingston, Ray Corrigan e Max Terhune. Fa parte della serie di 51 film western dei Three Mesquiteers, basati sui racconti di William Colt MacDonald e realizzati tra il 1936 e il 1943.

## Produzione
Il film, diretto da George Sherman su una sceneggiatura di Betty Burbridge e Oliver Drake con il soggetto di William Colt MacDonald (creatore dei personaggi), fu prodotto da Sol C. Siegel per la Republic Pictures dal 13 dicembre 1937.

## Distribuzione
Il film fu distribuito negli Stati Uniti dal 24 gennaio 1938 al cinema dalla Republic Pictures.

## Promozione
La tagline è: "HOODED HOODLUMS RULE THE WEST! Until Your Mesquiteer Trio Of TRouble-Busters Blaze Into Action Against The Purple Horde!".